# 奧古斯特·路德維希 (安哈特-克滕)
奧古斯特·路德維希（德語：August Ludwig，1697年6月9日—1755年8月6日），安哈特-克滕親王，1728年至1755年在位。

## 家庭
1726年，奧古斯特·路德維希與普羅姆尼茲-普雷斯的艾蜜莉結婚，兩人共有2子2女：
1. 克莉絲蒂安妮（1726年—1790年）
2. 約翰娜·威廉明妮（1728年—1786年）
3. 卡爾·格奧爾格·萊布雷希特（1730年—1789年）
4. 腓特烈·埃爾德曼（1731年—1797年）